# Hans Höglund (bankchef)
Hans Oskar Höglund, född 8 juli 1894 i Malmö, död 22 maj 1969 i Stockholm, var en svensk bankchef.
Hans Höglund var son till direktören Sven Adolf Höglund. Efter att ha genomgått Malmö handelsgymnasium 1912, tjänstgjorde han 1912–1917 i AB Skånska handelsbanken och fick 1917 anställning i Sydsvenska kreditaktiebolaget, varifrån han 1918 kom till Stockholm som kamrer i AB Svenska förvaltningskassan. Samma år övergick han till AB Göteborgs bank, där han utnämndes till kamrer. 1935 tillträdde Höglund posten som VD i det då bildade Sparbankernas obligationskassa AB, i vars styrelse han samtidigt invaldes. Han innehade även posten som expeditionschef i Svenska sparbanksföreningen 1937–1942 och var sekreterare i Sparbankernas säkerhetskassa från 1937. Från 1942 var Höglund VD och styrelseledamot av det samma år bildade Sparbankernas bank AB, som övertog obligationskassans rörelse. Han är begravd på Skogskyrkogården i Stockholm.